# Schettina (Ortschaft)
Schettina (auch Schedina oder Schetina) war eine Gemeinde in der Untersteiermark im Bezirk Seitz. Die Gemeinde Schettina gehörte um 1800 zur Herrschaft Seitz und Plankenstein, wobei letztere in zwei Abteilungen unterteilt war, den „Gratzer“ (Raum Graz) und den „Cillier“ Anteil (nahe Celje). Dabei gehörten die Untertanen aus Schettina zur Abteilung Cilli.
Die Ortschaft Schettina lag in unmittelbarer Nachbarschaft von Burg Gonobitz und dem Kartäuserkloster Seiz und wurde von der Pfarre Trennenberg betreut. Die Menschen betrieben Landwirtschaft, insbesondere ist Weinanbau nachgewiesen. Die Gemeinde war zu zwei Drittel Weinzehnend an die Herrschaft Seitz verpflichtet.
Der Schettina-Bach trieb in der Nachbargemeinde St. Ursula vier Hofmühlen an.